# Municipio de Brule (condado de Union)
El municipio de Brule (en inglés: Brule Township) es un municipio ubicado en el condado de Union en el estado estadounidense de Dakota del Sur. En el año 2010 tenía una población de 242 habitantes y una densidad poblacional de 2,57 personas por km².

## Geografía
El municipio de Brule se encuentra ubicado en las coordenadas 42°46′45″N 96°44′50″O / 42.77917, -96.74722. Según la Oficina del Censo de los Estados Unidos, el municipio tiene una superficie total de 94.07 km², de la cual 94,07 km² corresponden a tierra firme y (0 %) 0 km² es agua.

## Demografía
Según el censo de 2010, había 242 personas residiendo en el municipio de Brule. La densidad de población era de 2,57 hab./km². De los 242 habitantes, el municipio de Brule estaba compuesto por el 95,45 % blancos, el 0,41 % eran afroamericanos, el 3,72 % eran de otras razas y el 0,41 % eran de una mezcla de razas. Del total de la población el 4,13 % eran hispanos o latinos de cualquier raza.